# Heliotropium luzonicum
Heliotropium luzonicum är en strävbladig växtart. Heliotropium luzonicum ingår i Heliotropsläktet som ingår i familjen strävbladiga växter.

## Underarter
Arten delas in i följande underarter:
- H. l. angustissimum
- H. l. luzonicum
- H. l. sublucens